# Billabong Pro Teahupoo

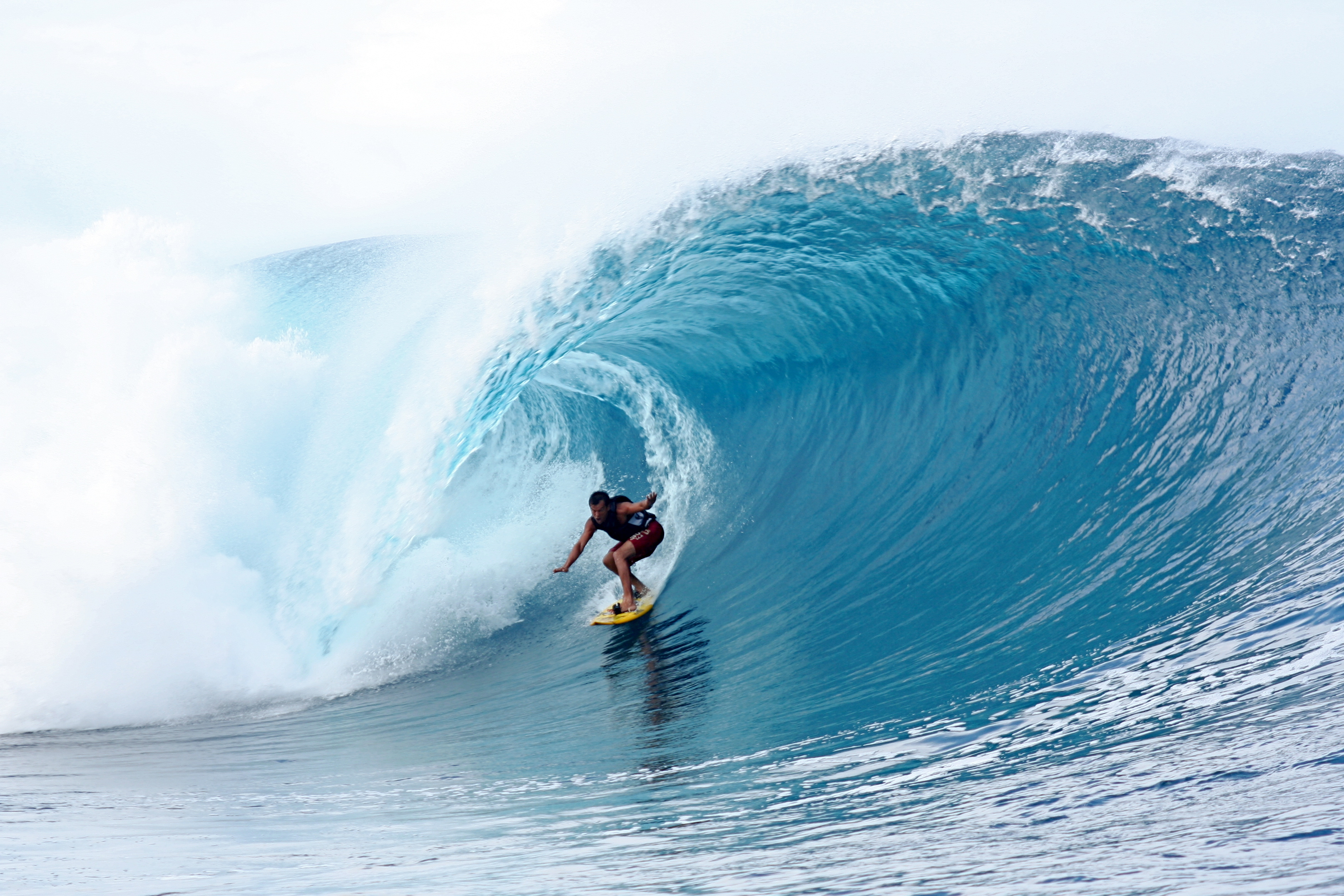
La famosa ola de Teahupoo.

Billabong Pro Teahupoo es uno de los eventos de la WSL World Surf League y se celebra en Teahupoo, Tahití. Forma parte de los eventos fijos del torneo, siendo uno de los lugares más esperados por los surfistas y, a la vez, el más temido debido a las monumentales olas (suelen sobrepasar con facilidad los 5 metros, pero la ola más grande registrada es de 10 metros) y a los peligrosos arrecifes.

## Historia del evento
En 1997 se celebra el primer evento oficial en el paradisíaco lugar de Teahupoo, Tahití. El Black Pearl Horue Pro pertenece al WQS (World Qualifying Series), es decir, las fases de clasificación para el WCT, fase final del campeonato del mundo. Tras esta edición, con un joven Andy Irons como vencedor, el paraje tahitiano comienza a ser conocido en el mundo gracias a un reportaje de la revista Surf Magazine. Además se produjo un accidente que estuvo a punto de convertirse en tragedia ya que un katamarán donde se alojaban jueces, surfistas y demás personal de la organización colisionó contra un arrecife de coral después de ser arrollado por una serie de brutales olas.
Un año más tarde, la marca de material y ropa surfera Gotcha patrocina el evento de 1998, el Gotcha Tahití Pro. En 1999 Billabong patrocina el evento, pasa a formar parte del WCT siendo uno de los enclaves estrella del año y en 2000, una semana antes de que Kelly Slater ganase la competición, el surfista local Briece Taerea murió tras ser golpeado y quedar atrapado en una ola de 5 metros.

## Último evento
| Posición | Año  | Campeón      | Nacionalidad   |
| -------- | ---- | ------------ | -------------- |
| 1º       | 2011 | Kelly Slater | Estados Unidos |
| 2º       | 2011 | Wright Owen  | Australia      |
| 3º       | 2011 | Josh Kerr    | Australia      |
| 3º       | 2011 | Travis Logie | Sudáfrica      |

## Campeones
| Año  | Campeón        | Nacionalidad   |
| ---- | -------------- | -------------- |
| 2011 | Kelly Slater   | Estados Unidos |
| 2010 | Andy Irons     | Estados Unidos |
| 2009 | Bobby Martinez | Estados Unidos |
| 2008 | Bruno Santos   | Brasil         |
| 2007 | Damien Hobgood | Estados Unidos |
| 2006 | Bobby Martinez | Estados Unidos |
| 2005 | Kelly Slater   | Estados Unidos |
| 2004 | CJ Hobgood     | Estados Unidos |
| 2003 | Kelly Slater   | Estados Unidos |
| 2002 | Andy Irons     | Estados Unidos |
| 2001 | Cory Lopez     | Estados Unidos |
| 2000 | Kelly Slater   | Estados Unidos |
| 1999 | Mark Occhilupo | Australia      |

- Datos: Q2903445